# Рисовий папір
Рисовий папір - високосортний, тонкий, пухкий, з шорсткою поверхнею (схожий на промокальний) папір білого кольору. Отримав свою назву, очевидно, по вихідному продукту для його виготовлення - рисовій соломі. У Російській імперії застосовувалася в другій половині XIX - початку XX століття для друку розкішних видань, а також використовувалася в якості прокладки між ілюстраціями в особливих художніх виданнях.